# سد دشت علفی ۱
سد دشت علفی ۱ مربوط به دوره هخامنشی است و در شهرستان خرم بید، بخش مشهد مرغاب، شمال شرق شهر قادرآباد، دشت علفی، کنارجاده آسفالته واقع شده و این اثر در تاریخ ۷ اسفند ۱۳۸۶ با شمارهٔ ثبت ۲۱۴۵۸ به‌عنوان یکی از آثار ملی ایران به ثبت رسیده است.